# Grand Prix Koreje
Grand Prix Koreje byl závod seriálu Formule 1 konaný na okruhu Korean International Circuit v Jižní Koreji.

## Vítězové Grand Prix Koreje

### Opakovaná vítězství (jezdci)
| Počet vítězství | Jezdec           | Roky             |
| --------------- | ---------------- | ---------------- |
| 3               | Sebastian Vettel | 2011, 2012, 2013 |

### Opakovaná vítězství (týmy)
| Počet vítězství | Konstruktér | Roky             |
| --------------- | ----------- | ---------------- |
| 3               | Red Bull    | 2011, 2012, 2013 |

### Opakovaná vítězství (dodavatelé motorů)
| Počet vítězství | Dodavatel | Roky             |
| --------------- | --------- | ---------------- |
| 3               | Renault   | 2011, 2012, 2013 |

### Vítězové v jednotlivých letech
| Rok  | Jezdec           | Konstruktér      | Trať                         | Výsledky |
| ---- | ---------------- | ---------------- | ---------------------------- | -------- |
| 2013 | Sebastian Vettel | Red Bull-Renault | Korean International Circuit | Výsledky |
| 2012 | Sebastian Vettel | Red Bull-Renault | Korean International Circuit | Výsledky |
| 2011 | Sebastian Vettel | Red Bull-Renault | Korean International Circuit | Výsledky |
| 2010 | Fernando Alonso  | Ferrari          | Korean International Circuit | Výsledky |